# 君乐宝
君乐宝乳业集团有限公司（英語：Junlebao Dairy Group），前称石家庄君乐宝乳业有限公司，是一家中国乳制品企业。

## 历史
1995年魏立华投资9万元创建君乐宝乳业，总部位于河北石家庄。1999年三鹿集团进军液体奶市场，收购了君乐宝34%的股份，成为大股东，君乐宝成为三鹿的子公司，更名为“石家庄三鹿乳品有限公司”，但保持独立经营，以“三鹿君乐宝”的品牌生产酸奶制品。2008年中国奶制品污染事件爆发之后，君乐宝从三鹿购回了股份，脱离三鹿集团。
2010年蒙牛集团收购了君乐宝51%的股份，成为君乐宝的大股东。
2019年7月1日蒙牛集團子公司內蒙蒙牛以40.11億元人民幣現金出售石家莊君樂寶乳業有限公司51%權益給石家莊鵬海創業投資基金（有限合夥）佔26.7%股權及石家莊君乾企業管理股份有限公司佔24.3%股權，計及蒙牛收取君樂寶特別股息5.68億人民幣，所得款項共計45.798億人民幣。
2020年3月17日红杉资本投资12亿人民币持股15.26%，成为其最大机构股东。高瓴资本集团也参与本轮融资。